# Polytrichum
Polytrichum là một chi rêu trong họ Polytrichaceae, có phạm vi phân bố toàn cầu.

## Phân loại
Chi Polytrichastrum được tách ra từ Polytrichum năm 1971 dựa trên sự khác nhau về cấu trúc của peristome (cơ quan đều khiển việc giải phóng bào tử). Tuy nhiên, tài liệu nghiên cứu di truyền và hình thái năm 2010 cho thấy nên chuyển một số loại trở lại Polytrichum.

## Một số loài
| - Polytrichum appalachianum - Polytrichum alpinum - Polytrichum commune - Polytrichum formosum |  | - Polytrichum hyperboreum - Polytrichum juniperinum - Polytrichum longisetum - Polytrichum lyallii |  | - Polytrichum ohioense - Polytrichum pallidisetum - Polytrichum papillatum - Polytrichum piliferum |  | - Polytrichum sexangulare - Polytrichum sphaerothecium - Polytrichum strictum - Polytrichum swartzii |